# GMail Drive
GMail Drive is een programma dat geschikt is om samen te werken met de e-maildienst Gmail. Dankzij dit programma is het mogelijk de grote hoeveelheid schijfruimte die Gmail beschikbaar stelt voor e-mail te gebruiken voor bestanden. In Windows Verkenner wordt na het installeren Gdrive weergegeven als een harde schijf. Door bestanden naar de virtuele harde schijf te slepen worden de bestanden opgeslagen in Gmail.
Het programma heeft geen enkele relatie met Google. Daarom verandert Google regelmatig de werking van Gmail om het gebruik van dit soort programma's te blokkeren.